# José Domingo Espinar
José Domingo Espinar è un comune (corregimiento) della Repubblica di Panama situato nel distretto di San Miguelito, provincia di Panama. Si estende su una superficie di 7,1 km² e conta una popolazione di 44.471 abitanti (censimento 2010).